# Principles of Lust
Principles of Lust (Principi požude) je treći singl s debitantskog albuma „MCMXC a.D.“ nemačke elektronske grupe Enigma. U verziji „Principles of Lust“ je zapravo „Find Love“ i „Sadeness“ kao prvi deo. U Francuskoj na top-listama je rangiran devet nedelja i dostigao je 29. mesto. Pesma nije uspela da postigne uspeh kao prethodne dve koje su objavljene ranije, ali za razliku od njih, izazvala je skandal oko službenog spota za pesmu. Video je odmah bio zabranjen za emitovanje na MTV-u, i na drugim većim muzičkim televizijskim kanalima zbog provokativnog sadržaja.

## Pesme
- 4 CD singla u UK

1. „Radio Edit“ – 3:25
2. „Omen Mix“ – 5:52
3. „Jazz Mix“ – 3:06
4. „Sadeness (radio edit)“ – 4:17

- 4 CD singla u SAD

1. „Radio Edit“ – 3:25
2. „Everlasting Lust Mix“ – 5:25
3. „Album Version“ – 4:20
4. „Jazz Mix“ – 3:06

- 4 CD singla u Japanu

1. „Radio Edit“ – 3:25
2. „Everlasting Lust Mix“ – 5:25
3. „The Omen Mix“ – 5:52
4. „Sadeness (Meditation Mix)“ – 3:04

## Spoljašnje veze
- Tekst pesme